# Daniela Mamužić
Daniela Mamužić je akademska kiparica iz Subotice.  Radi kao restauratorica i slikarica. Autorica je nekoliko bista izloženih na javnim površinama. Skulpture joj se nalaze i u kazalištu Dezső Kosztolányi.
Radila je pri subotičkom Međuopćinskom Zavodu za zaštitu spomenika kulture kao kiparica-restauratorica od 6. lipnja 2000. do 2001. godine.

Voditeljica je radionica i glavna predavačica u okviru likovne umjetnosti na Natječaju za buduće art-poduzetnike Zaklade za omladinsku kulturu i stvarateljstvo Danilo Kiš.
Poznata djela:
- Napravila je lijevanje u gipsu (uz Anu Stojko i Paju Gabrića) spomenika barunu Lajosu Nagybudafalviju Vermesu (1860. – 1945.) koji se nalazi na Paliću, na mjestu održavanja Palićke olimpijade, između Ženskog štranda i Riblje čarde.[3] Postavljen je 2004., a konzultanti za gradnju bili su Bela Duranci, Gordana Vujnović Prćić, Ante Rudinski i Luka Aćimović, a autorica je Vera Gabrić Počuča.[4]
- Autorica je spomen biste Martinu Luteru iz 2007., koja se nalazi u Ul. Ivana Gorana Kovačića i braće Radića, u parku ispred evangelističke crkve.[5]

Klavijaturistica je i vokalistica subotičkog rock-sastava Pionir 10.

## Vanjske poveznice
- Subotica.info  Arhivirana inačica izvorne stranice od 23. listopada 2014. (Wayback Machine) Autorica teksta Daniela Mamužić